# Anolinga melanothrix
Anolinga melanothrix är en tvåvingeart som beskrevs av Stephen D. Gaimari och Irwin 2000. Anolinga melanothrix ingår i släktet Anolinga och familjen stilettflugor. Inga underarter finns listade i Catalogue of Life.